# 확장 현실
확장현실(擴張現實, 영어: extended reality, XR)은 증강 현실(AR), 가상 현실(VR) 및 혼합 현실(MR)을 가리키는 포괄적인 용어다. 이 기술은 물리적 세계와 상호 작용할 수 있는 "디지털 트윈 세계"를 결합하거나 미러링하기 위한 것이다.
가상 현실과 증강 현실 분야는 빠르게 성장하고 있으며 엔터테인먼트, 마케팅, 부동산, 교육, 재택근무 등 다양한 분야에 적용되고 있다.

## 다감각 확장 현실
다감각 확장 현실은 시각, 청각, 후각, 미각 및 촉각 을 포함하는 전통적인 오감을 통합한다. 지각은 신경계를 통과하는 신호를 포함한다. 시각은 눈의 망막에 닿는 빛을 포함하고 냄새는 냄새 분자에 의해 매개되며 청각은 압력파를 포함한다. 다감각 확장 현실의 감각 신호에는 시각, 청각, 후각, 촉각 및 환경이 포함된다.
냄새는 생물학에서와 같이 다감각 확장 현실에서 두드러지며 후각계는 감각 신경계를 통해 통합된다. 다감각 경험에는 뉴로모픽 엔지니어링, 인지 과학, 긍정심리학, 신경 강화 및 나노에멀젼 기술의 요소가 있다.
디지털 치료법을 포함하는 대뇌변연계 보건 의료 기술의 한 형태다.
다감각적 경험은 생체 중심적이며 디지털 치료 효과가 있는 기분 향상 기술을 경험함으로써 디지털 치료를 통해 사용자 웰빙을 향상하도록 설계되어 지각, 기분, 인식 및 행동에 긍정적인 변화를 제공한다.
다감각 확장 현실은 OpenXR 및 WebXR 표준을 활용한다. 지각, 운동 제어, 다감각 통합, 시각 시스템, 머리-눈 시스템 및 청각 처리로 구성된다. 인간-컴퓨터 상호 작용 기술이다. 모두 망막의 리버스 엔지니어링이 필요하다.

## 같이 보기
- 헤드 마운트 디스플레이
- OpenXR
- 가상 현실
- 웨어러블 컴퓨팅